# Municipio de Pleasant Valley (condado de Pawnee)
El municipio de Pleasant Valley (en inglés: Pleasant Valley Township) es un municipio ubicado en el condado de Pawnee en el estado estadounidense de Kansas. En el año 2010 tenía una población de 85 habitantes y una densidad poblacional de 0,91 personas por km².

## Geografía
El municipio de Pleasant Valley se encuentra ubicado en las coordenadas 38°2′37″N 99°4′37″O / 38.04361, -99.07694. Según la Oficina del Censo de los Estados Unidos, el municipio tiene una superficie total de 93.59 km², de la cual 93,59 km² corresponden a tierra firme y (0 %) 0 km² es agua.

## Demografía
Según el censo de 2010, había 85 personas residiendo en el municipio de Pleasant Valley. La densidad de población era de 0,91 hab./km². De los 85 habitantes, el municipio de Pleasant Valley estaba compuesto por el 96,47 % blancos, el 2,35 % eran amerindios y el 1,18 % eran de una mezcla de razas. Del total de la población el 2,35 % eran hispanos o latinos de cualquier raza.